# دانیله روسو
دانیله روسو (انگلیسی: Daniele Russo؛ زادهٔ ۳ نوامبر ۱۹۸۵) بازیکن فوتبال اهل سوئیس است.
از باشگاه‌هایی که در آن بازی کرده‌است می‌توان به باشگاه فوتبال سنت گالن، باشگاه فوتبال لوگانو، و باشگاه فوتبال کیاسو اشاره کرد.